# Teorie del complotto sulla SARS
Le teorie del complotto sulla SARS sono teorie complottiste sull'origine del virus SARS-CoV.
A seconda delle versioni, la SARS potrebbe essere un'arma biologica statunitense o cinese, sviluppata col solo intento di verificarne l'immunità ai farmaci e gli effetti collaterali sulla popolazione colpita.

## Sviluppo
L'idea di un complotto dietro l'espansione della SARS è stata per la prima volta esposta nella primavera del 2003 dallo scienziato russo Sergei Kolesnikov. Il biologo ha pronunziato le sue motivazioni negando ogni possibile base naturale del coronavirus; a confermare la tesi sarebbe la composizione della SARS, ovvero una sintesi tra morbillo e parotite epidemica, fenomeno mai svoltosi, o perlomeno mai visto, in natura. Successivamente un virologo, sempre di nazionalità russa, Nikolai Filatov, espose altre teorie al riguardo, che la prima volta consideravano un coinvolgimento umano nella creazione del virus.
Nel 2004 le teorie di Kolesnikov e di Filatov diventarono oggetto di dibattito ed in rete apparvero blog e forum al riguardo. Il dibattito si estese in Cina e negli Stati Uniti toccando anche la politica. Nella Repubblica Popolare Cinese si è discusso molto attivamente sulla reale posizione degli Stati Uniti riguardo allo scoppio della SARS nell'Estremo Oriente.
Alcuni scienziati riconoscono la possibilità che il virus della SARS potrebbe essere di matrice umana ed alcuni inoltre hanno notato che c'è materiale genetico nella sequenza del DNA della SARS che non assomiglia ad alcun virus precedentemente conosciuto, il che suggerisce la creazione artificiale.
Un esperto del centro per il controllo delle malattie e la prevenzione in Cina, Hou Yunde, inizialmente ha negato l'ipotesi che la SARS potrebbe essere artificiale, successivamente ha ammesso in un seminario sulla SARS voluto dal ministero della sanità cinese, nel dicembre 2003, che era possibile la creazione in laboratorio.

### Le ipotesi di Tong Zeng
Nell'ottobre 2003 l'avvocato cinese Tong Zeng pubblicò un libro in cui correlava alcune cooperazioni Cina-USA avvenute nel 1998 con il possibile sviluppo della SARS a seguito della cooperazione. Zeng nel libro afferma che durante gli anni novanta numerosi centri di ricerca genetica ebbero il compito di raccogliere 5000 campioni di DNA di gemelli dizigoti e monozigoti di etnia cinese. Secondo quanto riportato da Zeng, lo scopo di tali ricerche sarebbe stato quello di trovare i "punti deboli" nascosti nel DNA di queste etnie, creando così un'arma biologica letale se utilizzata contro di essi. I campioni prelevati dai ricercatori sarebbero provenuti da 22 province della Cina, tranne che dal Tibet, dallo Yunnan, dallo Guizhou, da Hainan e da Xinjiang.
L'autore inoltre cita il Giappone come terzo possibile colpevole, in quanto a suo dire negli anni novanta alcune fabbriche presenti nel Guangdong erano dirette da imprenditori nipponici e agli operai veniva imposto il prelievo del sangue variabile da mensile ad annuale; ciò avveniva in appositi centri medici gestiti dalle varie direzioni.
Lo scrittore ammette esplicitamente di non possedere prove a conferma delle sue teorie/ipotesi esposte nel libro, afferma anche di non avere studiato a fondo la sequenza genetica del virus e di non potere quindi confermare le sue teorie riguardo al coinvolgimento umano.

## Fondamenti del complotto
Questa teoria del complotto è nata come possibile spiegazione all'alta mortalità del coronavirus nei paesi del Sud-est asiatico al contrario di quelli nord americani ed europei.
La spiegazione a tale fenomeno viene semplicemente data usando il termine "arma biologica", correlando lo sviluppo della pandemia in Estremo Oriente in modo letale, al contrario dei casi riscontrati nel Canada e negli USA.
Secondo la principale teoria cospirativa, la SARS sarebbe stata sviluppata dagli Stati Uniti d'America allo scopo di essere propagata in territorio cinese per verificarne gli effetti. Tale azione sarebbe giustificata in quanto la Cina è un paese in continua espansione e rappresenta una minaccia per la stabilità economica e militare degli USA, ed è il paese con il più alto numero di popolazione al mondo (seguito dall'India) e isolare il virus in un territorio densamente popolato sarebbe quasi impossibile.
A rendere più concrete le ipotesi è stato il fatto di non essere riusciti ad individuare il focolaio del virus, ciò sarebbe la prova che la SARS sia stata disseminata in vari territori.
Un'altra versione molto accreditata negli Stati Uniti e a Taiwan sostiene invece che sia stata la Cina a sviluppare il virus, dapprima per vederne gli effetti e trovare un vaccino, poi per dare la colpa di ciò agli USA. Questo aiuterebbe il regime ad ottenere consensi per attuare una terza guerra mondiale contro il mondo occidentale.
Secondo i resoconti degli enti animalisti, non sono state mietute molte vittime tra gli animali di Guangdong, zona in cui sono stati riscontrati i primi casi di SARS, il che ha fatto presumere a chi crede al complotto che il virus sia stato sviluppato esclusivamente per contagiare la specie umana.
Alcuni dati che concretizzano questa teoria del complotto si incentrano sull'altissimo numero di morti avvenute a Hong Kong, a Taiwan, a Singapore e nell'Est della Cina, regioni in cui la densità di popolazione raggiunge i picchi massimi dell'intera area per far scomparire in futuro l'intera popolazione mondiale. Questi dati, a detta dei complottisti, confermano lo spargimento della SARS nel Sud-est asiatico, più tardi giunto anche nel Canada ma provocando 40 morti rispetto al maggior numero in Asia.